# Sinabo
Sinabo (Shinabo), pleme ili plemena Panoan Indijanaca iz Bolivije i Perua. Mason (1950) jezično razlikuje dvije Sinabo skupine, onu u Boliviji koji pripadaju jugoistočnim-pano govornicima (skupina Pacaguara) i peruanske koji govore centralnim pano-jezikom (skupina Chama del Ucayali, podgrupa Shipibo)